# سیارک ۴۸۴۲۵
سیارک ۴۸۴۲۵ (به انگلیسی: 48425 Tischendorf، نامگذاری:1989CB6) چهل و هشت هزار و چهارصد و بیست و پنجمین سیارک کشف شده‌است که در ۲ فوریه ۱۹۸۹ کشف شد.